# Baputa dichroa
Baputa dichroa là một loài bướm đêm trong họ Noctuidae.